# 하나마키정
하나마키정(花巻町)은 이와테현 히에누키군에 놓여졌던 정이다.

## 연혁
- 1889년 4월 1일 - 정촌제 시행에 의해 하나마키 촌, 기타만초메 촌 및 다카기 촌 일부(자코후나타루)의 구역으로 발족.
- 1929년 4월 10일 - 하나마키 가와구치 정에 편입, 하나마키 가와구치 정이 당일 개칭해 하나마키 정이 됨.
- 1954년 4월 1일 - 오타 촌·미야노메 촌·야자와 촌·유구치 촌·유모토 촌과 합병해 하나마키 시가 발족.같은 날 하나마키정이 폐지.

## 교통

### 철도 노선
- 일본국유철도
  - 도호쿠 본선
  - 가마이시선
    - 하나마키역
- 하나마키 전철
  - 철도선(하나마키 온천선)
    - 니시하나마키역 - 하나마키역 - 하나마키 그랜드앞역

  - 궤도선(연선)
    - 주오하나마키역-니시하나마키역-니시공원역-이시가미역

### 도로
- 국도 4호선
- 가마이시 가도 (현:국도 283호선)